# Biserica Sfântul Ierarh Nicolae din Chișinău
Biserica Sfântul Ierarh Nicolae este un lăcaș de cult și monument de arhitectură de însemnătate națională, introdus în Registrul monumentelor de istorie și cultură din municipiul Chișinău.
Este fostul paraclis al spitalului orășenesc, construit în 1901, arhitect V. Țîganco. Arhitectura este eclectică în baza arhitecturii ruse.
A fost capela spitalului zemstvei, ctitor medicul Ivanov. A fost inclusă între clădirile spitalului care formau frontul perimetral construit al spitalului, orientat spre bulevardul Ștefan cel Mare și Sfânt. Intrarea de onoare are loc din partea străzii, o intrare secundară realizându-se din partea spitalului.
Este o biserică cu o structură bazilicală, alcătuită din trei nave, despărțite între ele prin coloane din fontă. Urcarea la cafas și la cota deasupra colateralelor are loc din pronaosul îngust. Deschisă vederii este doar fațada principală, care prin plastica arhitecturală redă structura spațială a bisericii cu un rezalit central, mai înalt, corespunzător navei centrale. Fațada a fost împodobită cu detalii din arhitectura rusă, dintre care cel mai utilizat rămâne motivul kokoșnik-ului sau zakomara. Timpul edificării este pus în valoare prin crearea unui spațiu larg, folosirea unor construcții metalice și a ferestrelor ample, cu partea superioară în arc de cerc.

## Galerie de imagini

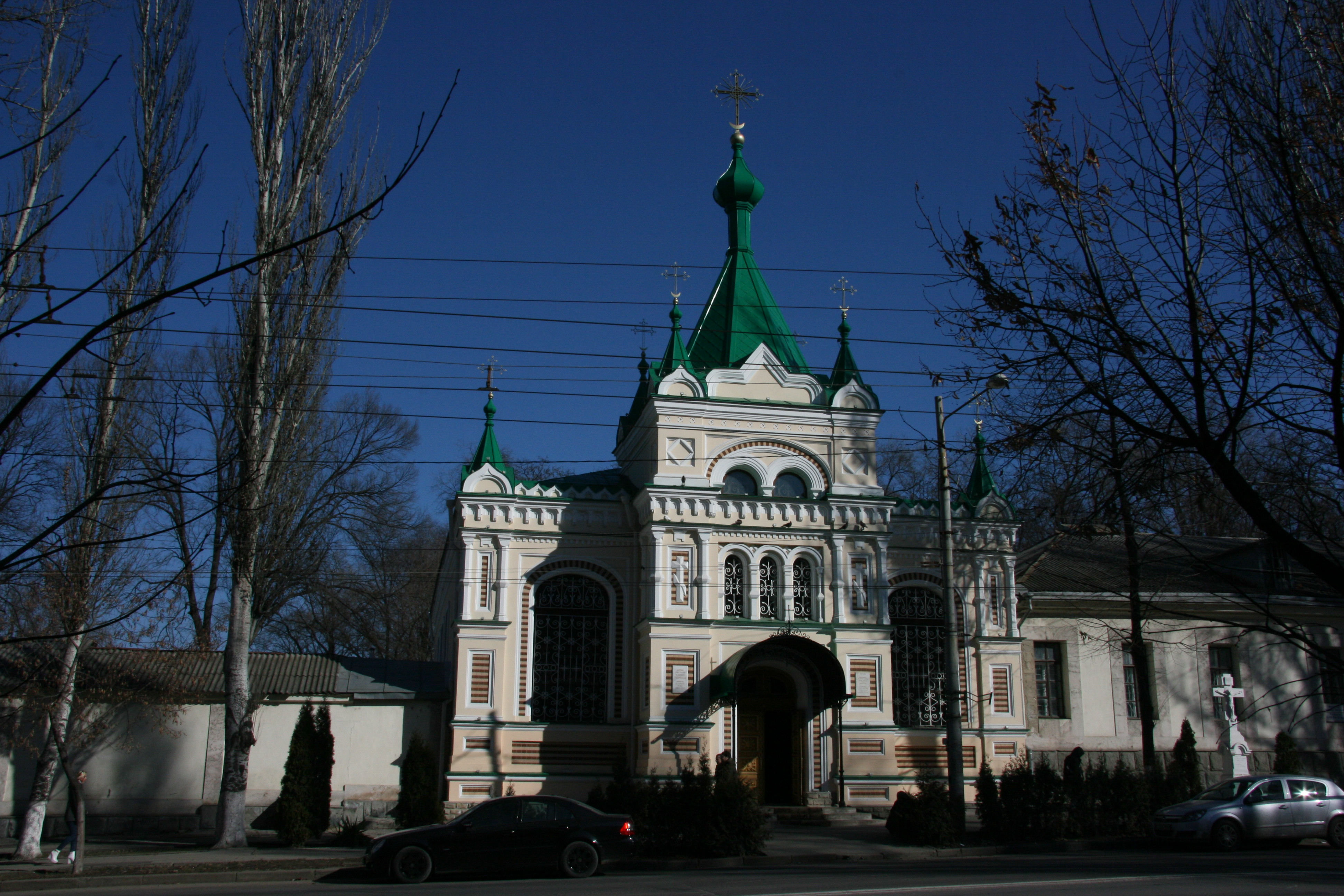
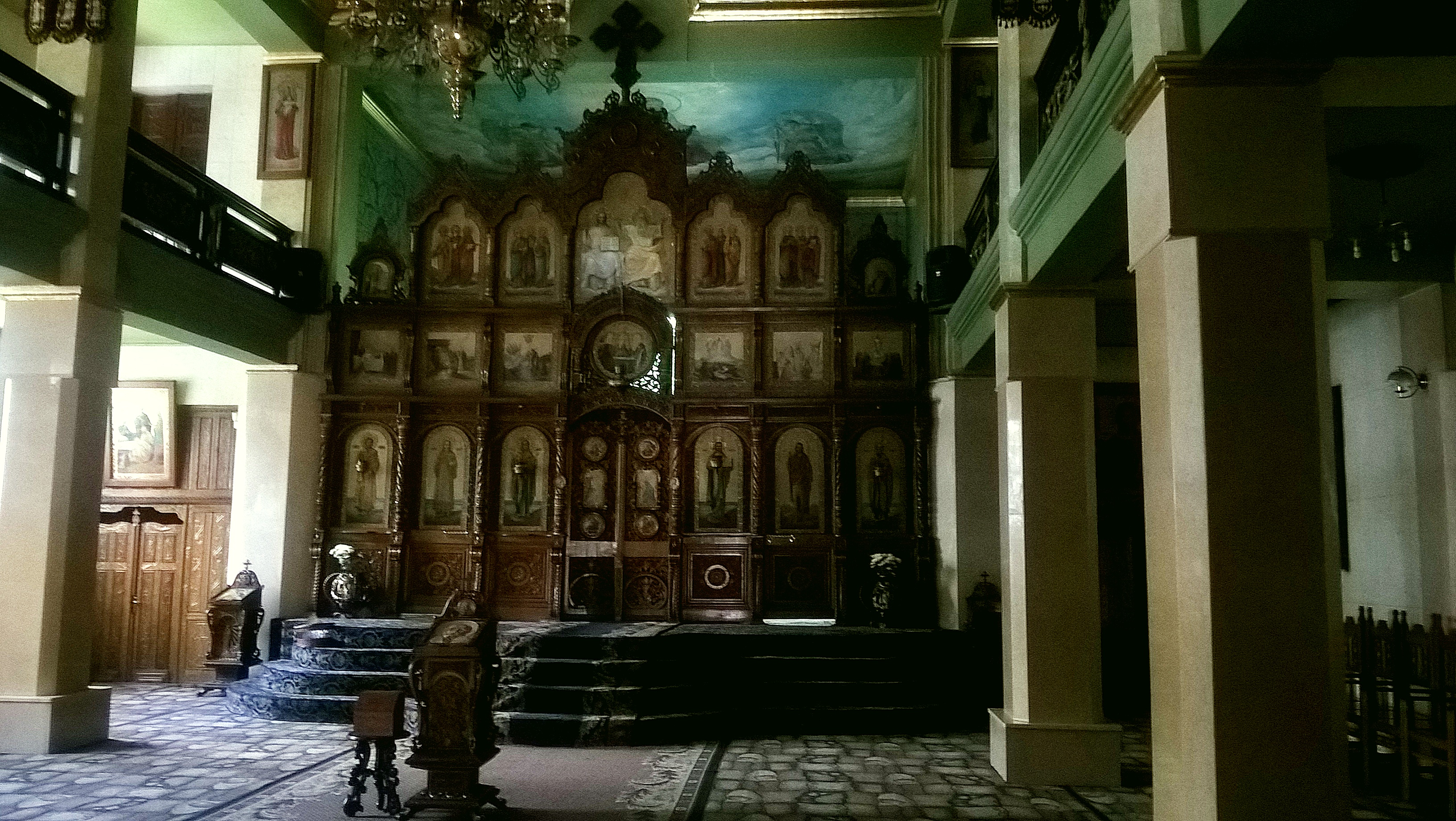